# Jean-Pierre Dravel
Jean-Pierre Dravel est un comédien et metteur en scène de théâtre.

## Théâtre

### Comédien
- 1966 : Becket ou l'Honneur de Dieu de Jean Anouilh, mise en scène de l'auteur et Roland Piétri, Théâtre Montparnasse
- 1966 : L'Ordalie ou la Petite Catherine de Heilbronn d'Heinrich von Kleist, mise en scène Jean Anouilh et Roland Piétri, Théâtre Montparnasse
- 1967 : Le Duel d'Anton Tchekov, mise en scène André Barsacq, Théâtre de l'Atelier
- 1974 : Colombe de Jean Anouilh, mise en scène Jean Anouilh et Roland Piétri, Comédie des Champs-Élysées
- 1975 : Antigone de Jean Anouilh, mise en scène Nicole Anouilh, Théâtre des Mathurins
- 1976 : Affabulazione de Pier Paolo Pasolini, mise en scène Peter Lotschak, Espace Pierre Cardin
- 1977 : Les Mains sales de Jean-Paul Sartre, mise en scène Daniel Gélin, Théâtre des Célestins, tournée Karsenty
- 1977 : Le Cours Peyol d'Étienne Rebaudengo, mise en scène Daniel Gélin, Théâtre de l'Œuvre
- 1981 : Pa d'Hugh Leonard, mise en scène Georges Wilson, Théâtre de l'Œuvre
- 1984 : Un otage de Brendan Behan, mise en scène Georges Wilson, Théâtre de la Madeleine
- 1988 : Je ne suis pas rappaport d'Herb Gardner, mise en scène Georges Wilson, Théâtre de l'Œuvre
- 1991 : Le Météore de Friedrich Dürrenmatt, mise en scène Georges Wilson, Théâtre de l'Œuvre
- 1992 : Les Dimanches de Monsieur Riley de Tom Stoppard, mise en scène Georges Wilson, Théâtre de l'Œuvre

### Metteur en scène
- 1999 : Monsieur Amédée d’Alain Reynaud-Fourton, Théâtre Comédia
- 2000 : Le Squat de Jean-Marie Chevret, Théâtre Rive Gauche, Théâtre de la Madeleine
- 2000 : Ladies night d'Antony Mc Carten, Stephen Sinclair, Jacques Collard, mise en scène avec Olivier Macé, Théâtre Rive Gauche
- 2001 : Ma femme est folle de Jean Barbier, mise en scène avec Olivier Macé, Théâtre des Nouveautés
- 2001 : Bon Appétit, Messieurs ! de Jean Galabru, mise en scène avec Olivier Macé, Théâtre Comédia
- 2002 : Faut-il tuer le clown ? de Jean-François Champion, mise en scène avec Olivier Macé, Théâtre Comédia
- 2003 : Un homme parfait de Michel Thibaud, mise en scène avec Olivier Macé, Théâtre de la Michodière
- 2004 : Les Amazones de Jean-Marie Chevret, mise en scène avec Olivier Macé, Théâtre Rive Gauche, Théâtre des Bouffes-Parisiens en 2005, Théâtre Rive Gauche en 2006
- 2004 : Décalage lombaire de John Graham, mise en scène avec Olivier Macé, Comédie de Paris
- 2004 : Copier/Coller de Jean-Marie Chevret, mise en scène avec Olivier Macé, Théâtre Michel
- 2005 : Les Héritiers d'Alain Krief, mise en scène avec Olivier Macé, Théâtre Rive Gauche
- 2005 : Love ! Valour ! Compassion ! de Terence Mc Nally, mise en scène avec Olivier Macé, Théâtre de la Porte-Saint-Martin
- 2006 : Clémentine de Jean Barbier, mise en scène avec Olivier Macé, Théâtre des Nouveautés
- 2007 : Les Amazones, 3 ans après de Jean-Marie Chevret, mise en scène avec Olivier Macé, Théâtre de la Renaissance
- 2007 : Le Mari de la feuille de Louis Feyrabend, mise en scène avec Olivier Macé, Comédie Bastille
- 2008 : Les Demoiselles d'Avignon de Jaime Salom, mise en scène avec Olivier Macé, Théâtre Rive Gauche
- 2008 : Quadrille de Sacha Guitry
- 2009 : Ma femme est folle de Jean Barbier, mise en scène avec Olivier Macé, Théâtre des Nouveautés
- 2009 : La Salle de bain d'Astrid Veillon, mise en scène avec Olivier Macé, Théâtre Rive Gauche
- 2009 : Panne de télé de Laurence Jyl, mise en scène avec Olivier Macé, Théâtre Daunou
- 2009 : La Parenthèse de Laure Charpentier, mise en scène avec Olivier Macé, Théâtre Daunou
- 2009 & 2010: Laissez-moi sortir de Jean-Marie Chevret, mise en scène avec Olivier Macé, Théâtre Daunou
- 2010 : La Règle de trois de Bruno Druart, mise en scène avec Olivier Macé
- 2014 : Nelson de Jean-Robert Charrier, mise en scène avec Olivier Macé, Théâtre de la Porte-Saint-Martin
- 2015 : Ma femme est sortie de Jean Barbier, mise en scène avec Olivier Macé
- 2015 : Pas folles les guêpes de Bruno Druart, mise en scène avec Olivier Macé
- 2016 : La Surprise de Pierre Sauvil, mise en scène avec Olivier Macé
- 2016 : Pour le meilleur et pour le rire de Lionel Gédébé, mise en scène avec Olivier Macé
- 2016 : Numéro complémentaire de Jean-Marie Chevret, mise en scène avec  Olivier Macé

## Filmographie

### Cinéma
- 1981 : Quartet de James Ivory : Un gardien de prison
- 1982 : Deux heures moins de quart avant Jésus-Christ de Jean Yanne : Un garde
- 1982 : La vie est un roman de Alain Resnais
- 1983 : Prénom Carmen de Jean-Luc Godard
- 1983 : Papy fait de la résistance de Jean-Marie Poiré
- 1983 : Effraction de Daniel Duval : Le commissaire
- 1983 : La vie est un roman de Alain Resnais
- 1983 : La Crime de Philippe Labro : Un homme de « la Crime »
- 1983 : L'ami de Vincent de Pierre Granier-Deferre : Jean-Philippe
- 1984 : Le thé à la menthe de  Abdelkrim Bahloul
- 1985 : Le téléphone sonne toujours deux fois de Jean-Pierre Vergne
- 1987 : Les Keufs de Josiane Balasko : Le beauf de passage
- 1988 : Voulez-vous mourir avec moi ? de Petra Haffter
- 1989 : La vouivre de Georges Wilson : Jonquier
- 1999 : Les enfants du siècle de Diane Kurys

### Télévision
- 1967 : Meurtre en sourdine de Gilbert Pineau (téléfilm) : Gordon Sharp
- 1970 : Pierre de Ronsard gentilhomme vendômois de Georges Lacombe (téléfilm)
- 1973 : Le double assassinat de la rue Morgue de Jacques Nahum (téléfilm) : Le sergent superstitieux
- 1975 : Un souper chez Lauzun de Georges Lacombe (téléfilm) : Le marquis
- 1979 : Lucrèce Borgia de Yves-André Hubert (téléfilm)
- 1980 : Des vertes et des pas mures de Maurice Delbez (téléfilm)
- 1980 : Jean Jaurès : vie et mort d'un socialiste de Ange Casta (téléfilm) : Monsieur Tery
- 1980 : Les mains sales de François Chatel (téléfilm)
- 1980 : L'aéropostale, courrier du ciel de Gilles Grangier (série télévisée) : Alex Collenot
- 1982 : Les brigades vertes de Gilles Grangier (téléfilm)
- 1985 : Le Paria de Denys de La Patellière (série télévisée)
- 1989 : Les jurés de l'ombre de Paul Vecchiali (série télévisée)